# Leonella Sgorbati
Leonella Sgorbati (ur. 9 grudnia 1940 w Gazzoli, zm. 17 września 2006 w Mogadiszu) – włoska zakonnica rzymskokatolicka należąca do Instytutu Sióstr Misjonarek Najświętszej Maryi Panny Pocieszycielki, misjonarka, błogosławiona Kościoła katolickiego.

## Życiorys
Do zakonu wstąpiła w maju 1963 roku, a w listopadzie 1972 złożyła śluby wieczyste. W 1970 roku ukończyła szkołę pielęgniarską w Anglii i wyjechała do Afryki na misję, przebywała głównie w Kenii i w Somalii. W latach 1970–1983 pracowała w szpitalu na przedmieściach Nairobi. W 1985 roku została głównym wykładowcą w szkole pielęgniarskiej w Nkubu. 26 listopada 1993 roku została prowincjonalną przełożoną Zgromadzenia Matki Bożej Pocieszenia. W 2002 roku zorganizowała szkołę pielęgniarską w Mogadiszu, pierwsze absolwentki z dyplomem uznawanym przez Światową Organizację Zdrowia ukończyły edukację w 2006 roku, na kilka miesięcy przed jej śmiercią. 
Została zamordowana 17 września 2006 roku przez islamskich fundamentalistów. W sierpniu 2013 roku siostra Leonella otrzymała tytuł Służebnicy Bożej. 8 listopada 2017 papież Franciszek uznał dekret o jej męczeństwie, otwierając jej drogę do jej beatyfikacji, która nastąpiła 26 maja 2018 w Piacenza.
Jej wspomnienie liturgiczne wyznaczono na 17 września (dies natalis).